# Georges Avenel
Georges Avenel (Chaumont-en-Vexin, 31 de diciembre de 1828 - Bougival, 1 de julio de 1876) fue un historiador francés especialista de la Revolución francesa. 

## Biografía
Es el hermano menor del escritor Paul Avenel.
Georges Avenel dedicó la mayor parte de su vida al estudio de la Revolución francesa. En 1865, publica su primer libro : Anacharsis Cloots, l'orateur du genre humain ("Anacharsis Cloots, orador del género humano"). Después de varios años de investigación, publica en 1875 Lundis Révolutionnaires, una colección de ensayos que sólo representan una pequeña parte de sus trabajos.
Georges Avenel fallece en julio de 1876 antes que haya podido acabar la segunda Lundis Révolutionnaires, en la cual la biografía de Jean-Nicolas Pache iba a ocupar un sitio importante. Uno de los capítulos de la primera serie fue publicado de forma separada en 1876 bajo el título La Vraie Marie Antoinette, d'après la Correspondance Secrète.
Avenel también editó y anotó entre 1867 y 1870 una edición popular en nueve volúmenes de las obras completas de Voltaire, conocida con el nombre de « Édition du siècle ».

## Obras
- Georges Avenel, Anacharsis Cloots, l'orateur du genre humain, Éditions Champ Libre, 1977. ISBN  978-2-85184-008-0
- Georges Avenel, Lundis révolutionnaires, 1871-1874; nouveaux éclaircissements sur la Révolution française à propos des travaux historiques les plus récents et des faits politiques, 1875.